# Eve (singel)
Eve to winylowy singel grupy muzycznej Sol Invictus, wydany w 2000 (zob. 2000 w muzyce). Zawiera dwie wersje utworu tytułowego: zwykłą i instrumentalną.

## Spis utworów
1. Eve
2. Eve (Instrumental)